# Sonderprüfung (KWG)
Als Sonderprüfung wird im Bankwesen eine durch die Bankenaufsicht BaFin durchgeführte Überprüfung der Bankgeschäfte und der Geschäftsprozesse bei Kreditinstituten bezeichnet.

## Allgemeines
Das Wort „Sonderprüfung“ soll klarstellen, dass es sich um keine Pflichtprüfung durch den Abschlussprüfer oder die Routineprüfung durch die Bankenaufsicht handelt, sondern um eine einzelfallbezogene mikroprudenzielle Aufsicht über einzelne Kreditinstitute. Sie soll Mängel in bestimmten Geschäftsgebieten, Geschäftsvorgängen oder der Organisationsstruktur aufdecken, welche geeignet sind, den ordnungsgemäßen Geschäftsbetrieb zu beeinträchtigen oder zu gefährden. Bei einer Sonderprüfung sollen Verstöße gegen aufsichtsrechtliche Vorschriften und Anweisungen (wie etwa die Einhaltung der MaRisk) aufgedeckt oder Tatsachen und Entwicklungen mit aufsichtsrechtlicher Relevanz ermittelt werden.

## Rechtsgrundlage
Die BaFin hat nach § 6 Abs. 2 KWG Missständen im Kredit- und Finanzdienstleistungswesen entgegenzuwirken, welche die Sicherheit der den Instituten anvertrauten Vermögenswerte gefährden, die ordnungsmäßige Durchführung der Bankgeschäfte oder Finanzdienstleistungen beeinträchtigen oder erhebliche Nachteile für die Gesamtwirtschaft herbeiführen können. Rechtsgrundlage für Sonderprüfungen ist § 44 KWG, wonach die BaFin, auch ohne besonderen Anlass, bei den Instituten und übergeordneten Unternehmen Prüfungen vornehmen und die Durchführung der Prüfungen der Deutschen Bundesbank übertragen kann; das schließt Unternehmen ein, auf die ein Institut oder übergeordnetes Unternehmen wesentliche Bereiche im Sinne des § 25b KWG ausgelagert hat (Auslagerungsunternehmen). Ferner können Sonderprüfungen auch grenzüberschreitend (§ 44a KWG)), bei Inhabern wesentlicher Kapitalbeteiligungen (§ 44b KWG} und bei der Verfolgung unerlaubter Bankgeschäfte und Dienstleistungen (§ 44c KWG) durchgeführt werden.
Die BaFin kann auch Wirtschaftsprüfer oder Wirtschaftsprüfungsgesellschaften, die genossenschaftlichen Prüfungsverbände, die Prüfungsstellen der Sparkassen- und Giroverbände oder sonstige Einrichtungen mit der Sonderprüfung beauftragen.

## Arten
Bei den bankaufsichtlichen Sonderprüfungen gemäß § 44 KWG unterscheidet die BaFin zwischen drei Arten:
- Antragsgetrieben: Die BaFin prüft nur auf Antrag eines Instituts. Hierzu zählen insbesondere die Abnahmeprüfungen interner Risikomessverfahren der Institute, zum Beispiel der Ratingsysteme im Kreditgeschäft nach dem Internal Ratings Based Approach (IRBA), der fortgeschrittenen Messmethoden operationeller Risiken nach dem Advanced Measurement Approach (AMA), den Marktrisikomodellen oder den internen Verfahren zur Messung von Liquiditätsrisiken.
- Anlassbezogen: Die Initiative geht allein vom Bedürfnis der Bankenaufsicht nach einer angemessenen Sachverhaltsaufklärung aus. Die Prüfungen erfolgen aus einem konkreten Beweggrund – etwa um Hinweisen aus dem Bericht des Jahresabschlussprüfers nachzugehen. Die Aufsicht kann sich mit diesen Prüfungen einen eigenen, vertieften Einblick in die Risikolage eines Instituts verschaffen.
- Turnusmäßig: Hierzu gehören Prüfungen, bei denen die Aufsicht etwa aufgrund eines gesetzlich vorgeschriebenen Prüfungsturnus tätig wird. Dies ist bei Deckungsprüfungen im Pfandbriefbereich der Fall, für die das Pfandbriefgesetz regelmäßig einen zweijährigen Intervall vorsieht.

Damit werden sämtliche Kontrollmöglichkeiten erfasst.

## Statistik
Die BaFin hält die Sonderprüfungen in einer Statistik fest und unterscheidet nach Fachgebieten wie folgt:
| Art der Prüfung                | Anzahl 2015 | Anzahl 2016 | Anzahl 2017 | Anzahl 2018 | Anzahl 2019 | Anzahl 2020 |
| ------------------------------ | ----------- | ----------- | ----------- | ----------- | ----------- | ----------- |
| Werthaltigkeitsprüfungen       | 33          | 19          | 15          | 9           | 6           | 4           |
| Risikomanagement               | 123         | 149         | 166         | 130         | 133         | 63          |
| Deckungsprüfung                | 13          | 10          | 13          | 7           | 5           | 0           |
| Marktrisikomodelle             | 1           | 1           | 0           | 0           | 1           | 0           |
| IRBA                           | 6           | 4           | 5           | 7           | 16          | 12          |
| Advanced Measurement Approach  | 0           | 0           | 0           | 0           | 0           | 0           |
| Liquiditätsrisikomessverfahren | 0           | 0           | 0           | 0           | 0           | 0           |
| Gesamtzahl                     | 176         | 183         | 199         | 153         | 161         | 79          |

Werthaltigkeitsprüfungen analysieren die Werthaltigkeit in Bezug auf Kreditsicherheiten und hinsichtlich einer angemessenen Kreditrisikovorsorge. Besonders hoch sind die Fallzahlen bemängelter Organisationspflichten im Risikomanagement nach § 25a KWG, keine Beanstandungen gab es dagegen beim operationellen Risiko und Liquiditätsrisiko. Die Deckungsprüfung bezieht sich auf die Deckung von Pfandbriefen.
Die Prüfungsergebnisse (englisch findings) werden den betroffenen Instituten in einer Mängelliste übermittelt. Im Jahre 2020 gab es 158 „gravierende Beanstandungen“ nach dem KWG. Neben den Erkenntnissen aus ihrer Aufsichtstätigkeit sind die Jahresabschlussprüfungsberichte eine wichtige Informationsquelle der Aufsicht. Lässt sich anhand vorliegender Informationen ein bestimmter Sachverhalt nicht ausreichend klären, ordnet die BaFin eine Sonderprüfung an.

## Spektakuläre Fälle
Das frühere Bundesaufsichtsamt für das Kreditwesen beauftragte im Februar 1974 eine Wirtschaftsprüfungsgesellschaft mit keiner formellen Sonderprüfung bei der Herstatt-Bank, sondern wies die Wirtschaftsprüfungsgesellschaft schriftlich an, bei der Jahresabschlussprüfung für das Jahr 1973 ein besonderes Augenmerk auf die Devisengeschäfte zu richten. Der im April 1974 vorgelegte Jahresabschluss erhielt den uneingeschränkten Bestätigungsvermerk des Wirtschaftsprüfers.
Im Mai 2019 hatte die BaFin bei der Berliner N26 – dem Marktführer unter den deutschen Neobanken – erhebliche Mängel im Risikomanagement (in den Bereichen Informationstechnologie und Auslagerungsmanagement) festgestellt. Diese seien im starken Wachstum von N26 begründet, weshalb eine Begrenzung erfolgte. Konkret darf die Bank nur noch maximal 50.000 Neukunden pro Monat hinzugewinnen. Zudem darf das Kreditvolumen an Immobilienkrediten maximal 500 Millionen Euro betragen. Diese Begrenzungen schließen alle Länder ein, in denen die N26 tätig ist.
Bei der Berliner Neobank Solarisbank wurden während einer Sonderprüfung durch die BaFin im Dezember 2020 teilweise schwerwiegende Mängel festgestellt. Diese betrafen die Organisation und das Outsourcing von Bankaktivitäten. Deshalb musste die Neobank ihre Eigenmittel erhöhen.
Die BaFin hatte in einer forensischen Sonderprüfung im Februar 2021 festgestellt, dass die Greensill Bank nicht in der Lage war, den Nachweis über die Existenz von bilanzierten Forderungen zu erbringen, die sie von der GFG Alliance Group angekauft hatte. Die BaFin erließ daher bereits umfangreiche Maßnahmen zur Sicherung der Liquidität und zur Risikobegrenzung der Greensill Bank AG und setzte einen Sonderbeauftragten bei der Bank ein.

## Geldwäsche und Abgrenzung
Geldwäscheprüfungen gehören formal nicht zu den Sonderprüfungen, vielmehr ergeben sie sich aus § 25g KWG. Die Sonderprüfung des Aktienrechts betrifft alle Aktiengesellschaften und kann deshalb neben Aktienbanken auch Nichtbanken treffen. Insofern können auf Banken in der Rechtsform der Aktiengesellschaft zwei Sonderprüfungen zukommen.